# Pjongjang

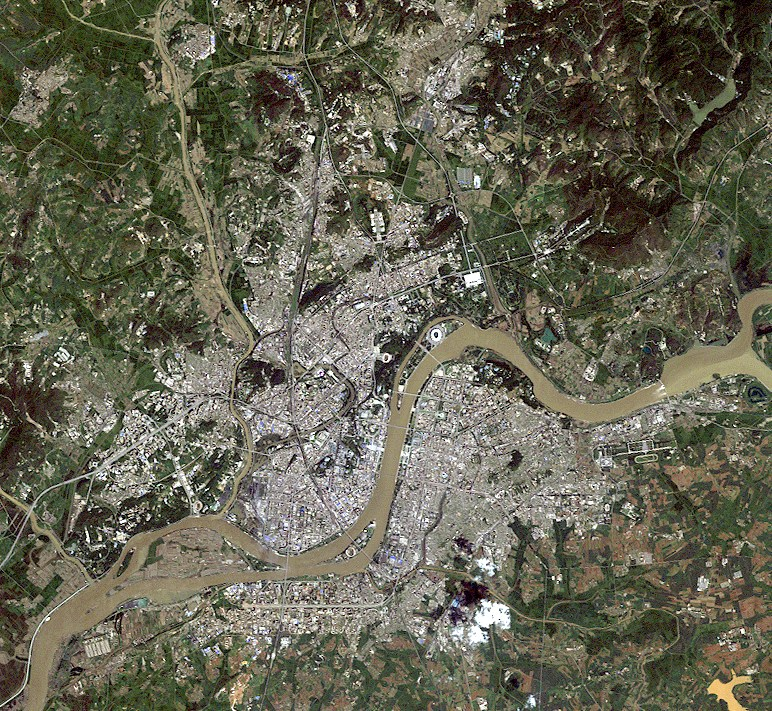
Zdjęcie satelitarne Pjongjangu (22 sierpnia 2007, satelita LandSat-5)

Pjongjang (dawny polski egzonim: Phenian, kor. 평양, P'yǒngyang, hancha: 平壤) – stolica i największe miasto Korei Północnej, położone w zachodniej części kraju, na nizinie nadmorskiej, na wysokości około 85 m n.p.m., nad rzeką Taedong-gang, około 50 km od jej ujścia do Morza Żółtego, główny ośrodek gospodarczy i naukowo-kulturowy kraju.
Miasto znajduje się w odległości około 180 kilometrów od Koreańskiej Strefy Zdemilitaryzowanej, stanowiącej granicę z Koreą Południową.

## Toponimia
Nazwa Pjongjang w języku koreańskim oznacza dosłownie „równinę”. Jedną z historycznych nazw miasta jest Ryugyŏng (kor. 류경; hancha: 柳京), czyli „Wierzbowa stolica”, nawiązująca do rosnących niegdyś w okolicach licznych lasów wierzbowych (nawet dzisiaj w mieście można spotkać mnóstwo wierzb). Istnieje wiele obiektów mających w nazwie wyraz „Ryugyŏng”, z których najbardziej znanym jest hotel Ryugyŏng. Inne historyczne nazwy miasta to Kisong, Hwangsong, Rakrang, Sŏgyong, Sodo, Hogyong, Changan i Heijō (podczas japońskich rządów w Korei). Na początku XX wieku Pjongjang znany był misjonarzom jako „Jerozolima Wschodu”, z powodu swojego statusu ośrodka chrześcijaństwa, głównie protestantyzmu.
Po śmierci Kim Ir Sena w 1994 niektórzy członkowie partii Kim Dzong Ila proponowali zmianę nazwy miasta z Pjongjangu na „Miasto Kim Ir Sena” (kor. 김일성시). Inni sugerowali, by Seul nazwać „Miastem Kim Ir Sena”, a Pjongjangowi nadać nazwę „Miasta Kim Dzong Ila”, ale żadna z tych propozycji nie została zrealizowana.

### Polska nazwa miasta
Polska nazwa miasta stosowana była początkowo w różnych zapisach nawiązujących do nazwy koreańskiej: Piongyang, Pjongjang, Piengjang, Piongjang. Po II wojnie światowej wprowadzono nazwę Phenian – egzonim zapożyczony z rosyjskiego Пхеньян (przyjęty w postaci Phenian na skutek błędnej transkrypcji). W związku z tym, że nazwa ta była często błędnie wymawiana jako [fenian], oraz mając na uwadze istniejącą w krajach Europy Środkowej tendencję odchodzenia od nazw pochodzenia rosyjskiego dla tego miasta, Komisja Standaryzacji Nazw Geograficznych poza Granicami Rzeczypospolitej Polskiej 21 listopada 2006 postanowiła przyjąć jako polski egzonim nazwę Pjongjang, zaproponowaną przez orientalistów i nawiązującą do wymowy nazwy koreańskiej oraz nazw stosowanych w Polsce przed wojną. Tę formę stosuje obecnie Ministerstwo Spraw Zagranicznych i polska ambasada w KRLD. Nazwę Phenian orientaliści uznali za błędną.

## Geografia
Pjongjang położony jest w zachodniej części Korei Północnej nad rzeką Taedong-gang, około 50 km od jej ujścia do Morza Żółtego (a ściślej Zatoki Zachodniokoreańskiej). Miasto leży na równinie ograniczonej od północnego wschodu wzgórzami, gdzie wydobywany jest węgiel i złoto.

### Klimat
Miasto znajduje się w strefie wilgotnego klimatu kontynentalnego (dwa według klasyfikacji klimatów Köppena) z relatywnie ciepłym latem i mroźną zimą oraz dobrze wyodrębnionymi czterema porami roku.
| Miesiąc                               | Sty   | Lut  | Mar  | Kwi  | Maj  | Cze  | Lip  | Sie  | Wrz  | Paź  | Lis  | Gru  | Roczna |
| ------------------------------------- | ----- | ---- | ---- | ---- | ---- | ---- | ---- | ---- | ---- | ---- | ---- | ---- | ------ |
| Średnie temperatury w dzień [°C]      | -2.2  | 1.0  | 7.6  | 16.4 | 22.6 | 26.7 | 28.9 | 29.2 | 24.8 | 18.5 | 9.2  | 0.5  | 15,3   |
| Średnie temperatury w nocy [°C]       | -12.8 | -9.6 | -3.1 | 3.8  | 10.1 | 15.6 | 20.4 | 20.5 | 13.9 | 6.3  | -1.1 | -9.1 | 4,6    |
| Opady [mm]                            | 13    | 13   | 28   | 59   | 56   | 105  | 308  | 262  | 111  | 44   | 38   | 17   | 1054   |
| Źródło: wetterkontor.de 27 lipca 2018 |       |      |      |      |      |      |      |      |      |      |      |      |        |

## Podział administracyjny
Pjongjang podzielony jest na 18 dzielnic („Kuyŏk”; kor. 구역) i 4 powiaty („Kun”; kor. 군).
- Chung-guyŏk (중구역; 中區域)
- P’yŏngch’ŏn-guyŏk (평천구역; 平川區域)
- Pot’onggang-guyŏk (보통강구역; 普通江區域)
- Moranbong-guyŏk (모란봉구역; 牡丹峰區域)
- Sŏsŏng-guyŏk (서성구역; 西城區域)
- Sŏn’gyo-guyŏk (선교구역; 船橋區域)
- Tongdaewŏn-guyŏk (동대원구역; 東大院區域)
- Taedonggang-guyŏk (대동강구역; 大同江區域)
- Sadong-guyŏk (사동구역; 寺洞區域)
- Taesŏng-guyŏk (대성구역; 大城區域)
- Man’gyŏngdae-guyŏk (만경대구역; 萬景臺區域)
- Hyŏngjesan-guyŏk (형제산구역; 兄弟山區域)
- Ryongsŏng-guyŏk (룡성구역; 龍城區域)
- Samsŏk-guyŏk (삼석구역; 三石區域)
- Ryŏkp’o-guyŏk (력포구역; 力浦區域)
- Rangnang-guyŏk (락랑구역; 樂浪區域)
- Sun’an-guyŏk (순안구역; 順安區域)
- Ŭnjŏng-guyŏk (은정구역; 恩情區域)
- Chunghwa-gun (중화군; 中和郡)
- Kangnam-gun (강남군; 江南郡)
- Kangdong-gun (강동군; 江東郡)
- Sang’wŏn-gun (상원군; 祥原郡)

## Historia

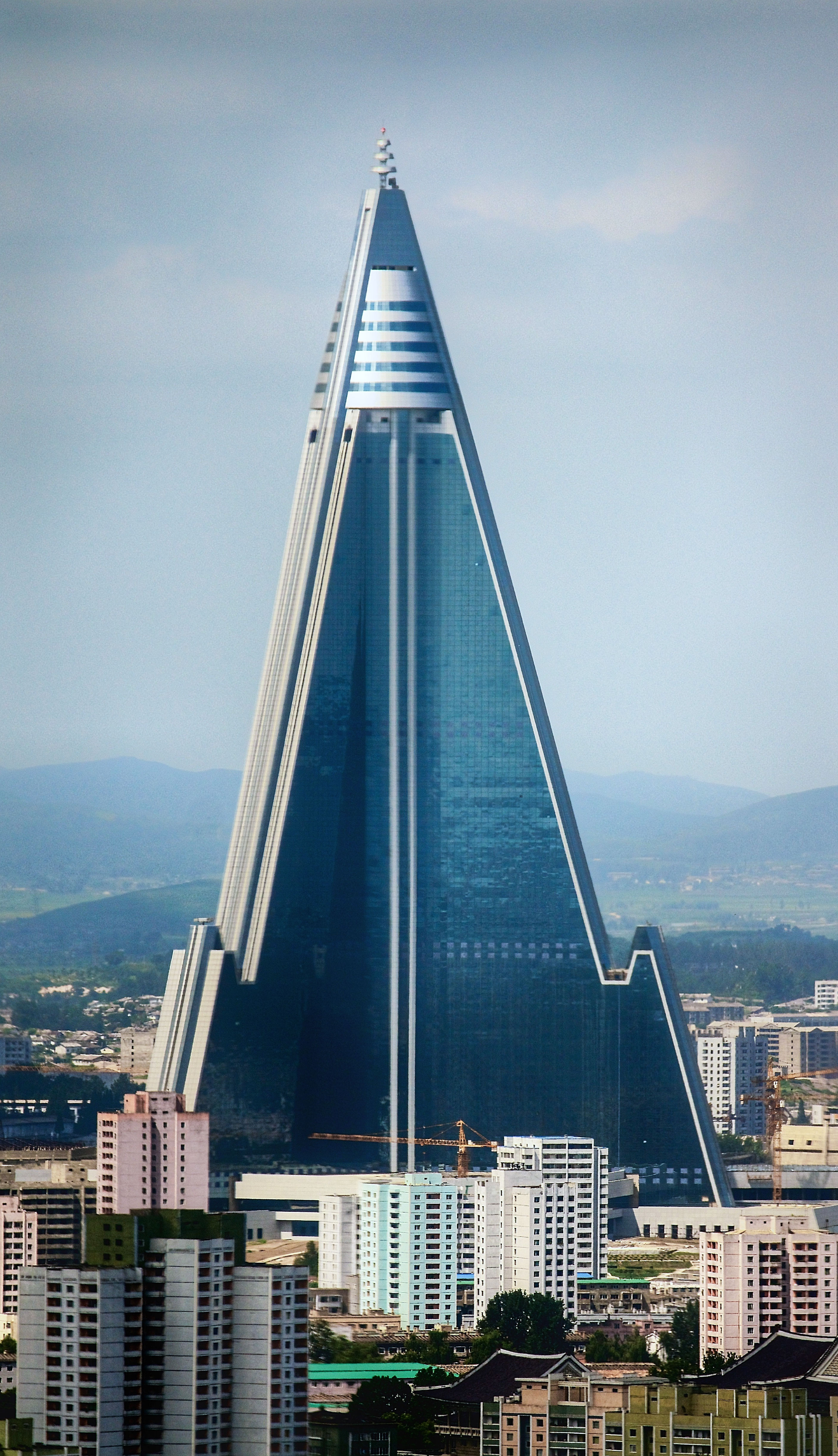
Hotel Ryugyŏng

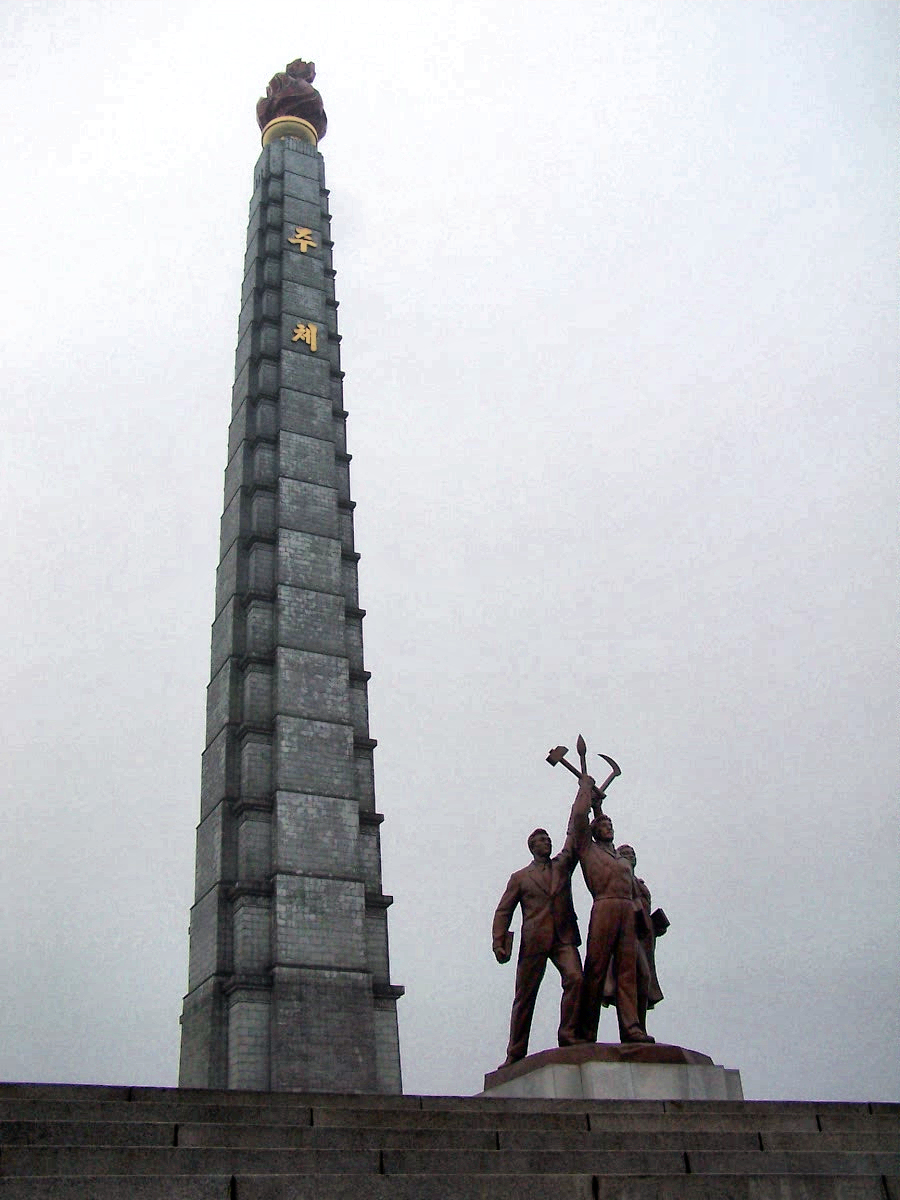
Wieża Idei Dżucze

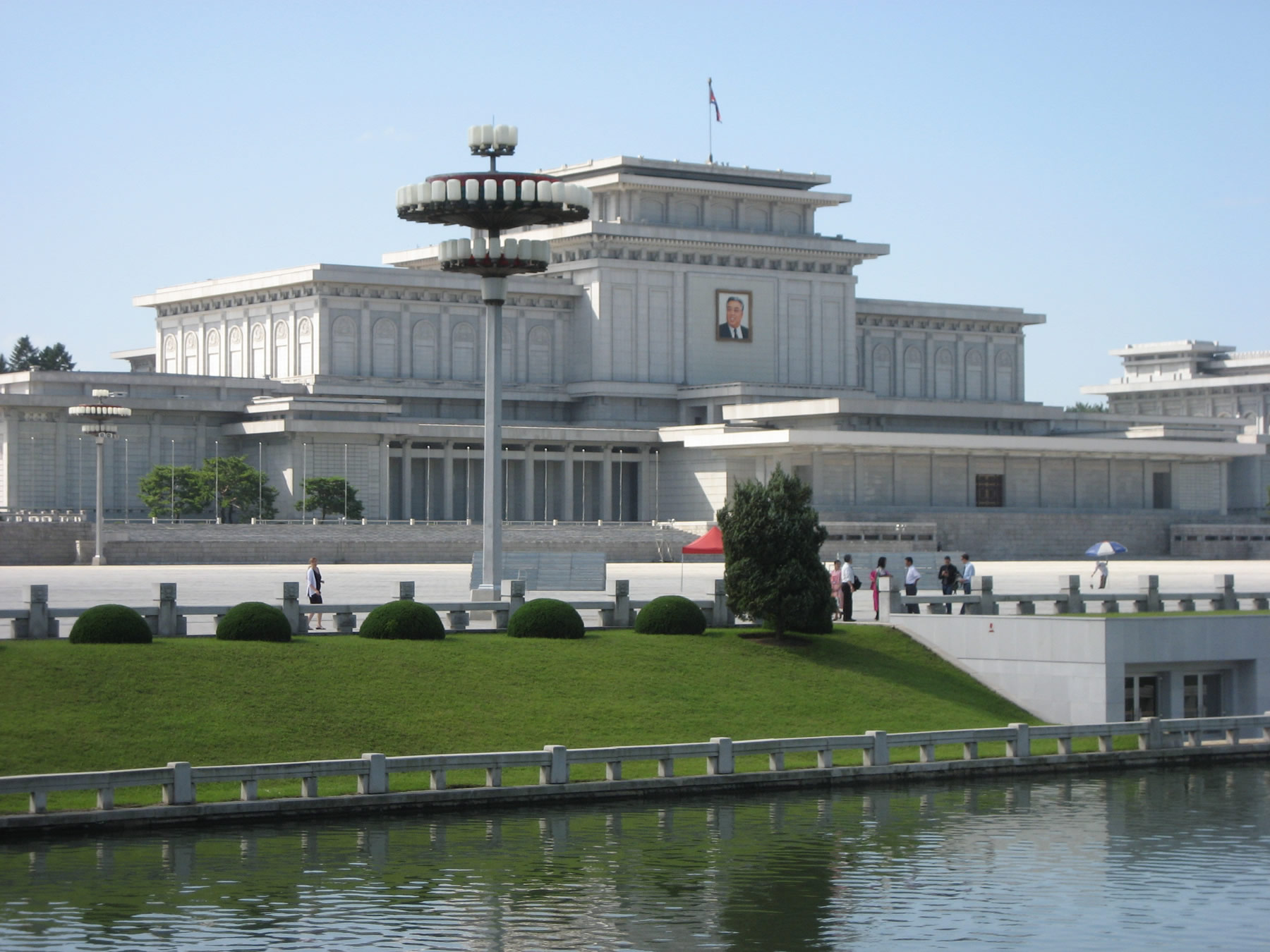
Pałac Kŭmsusan

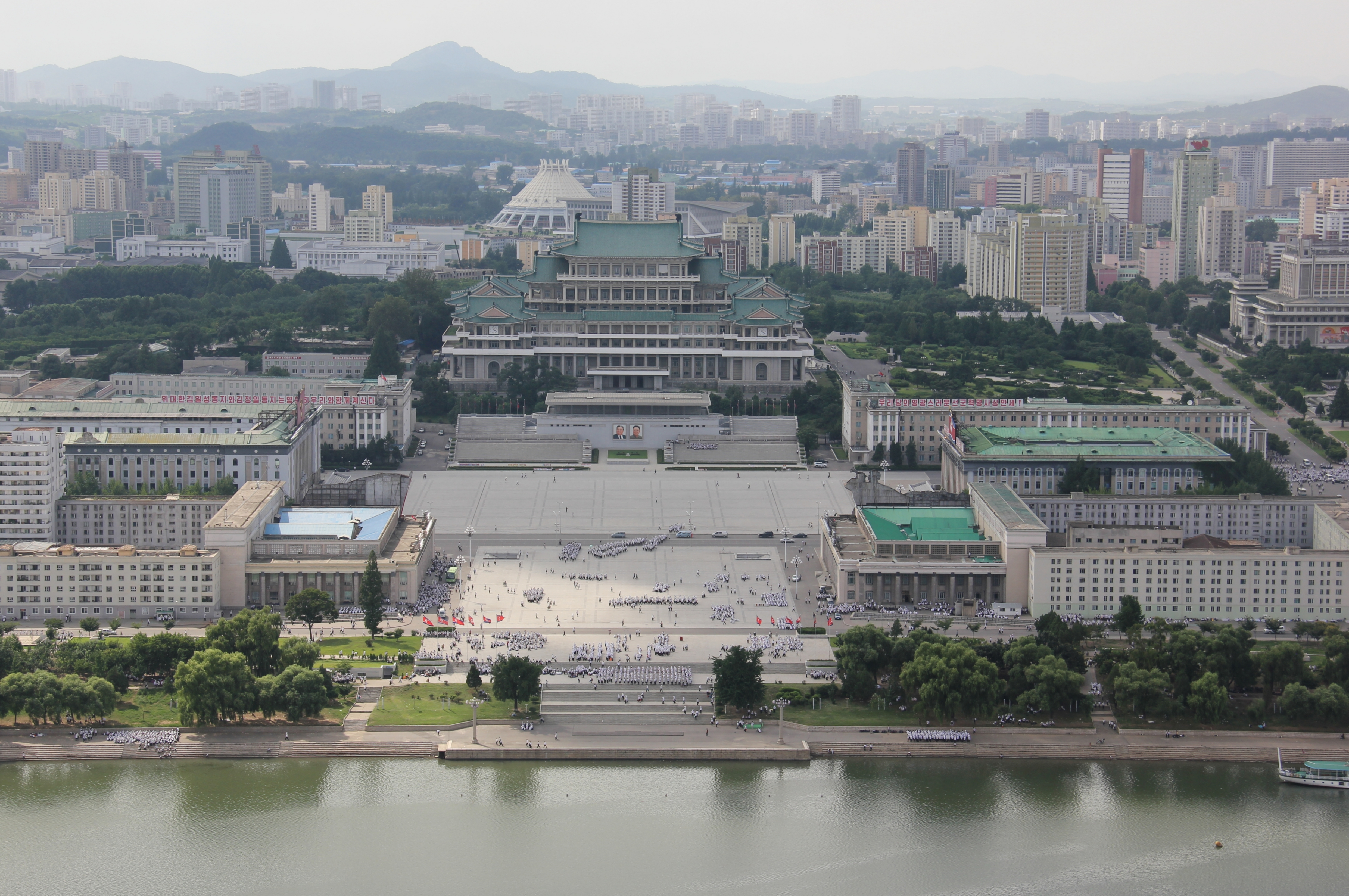
Plac Kim Ir Sena

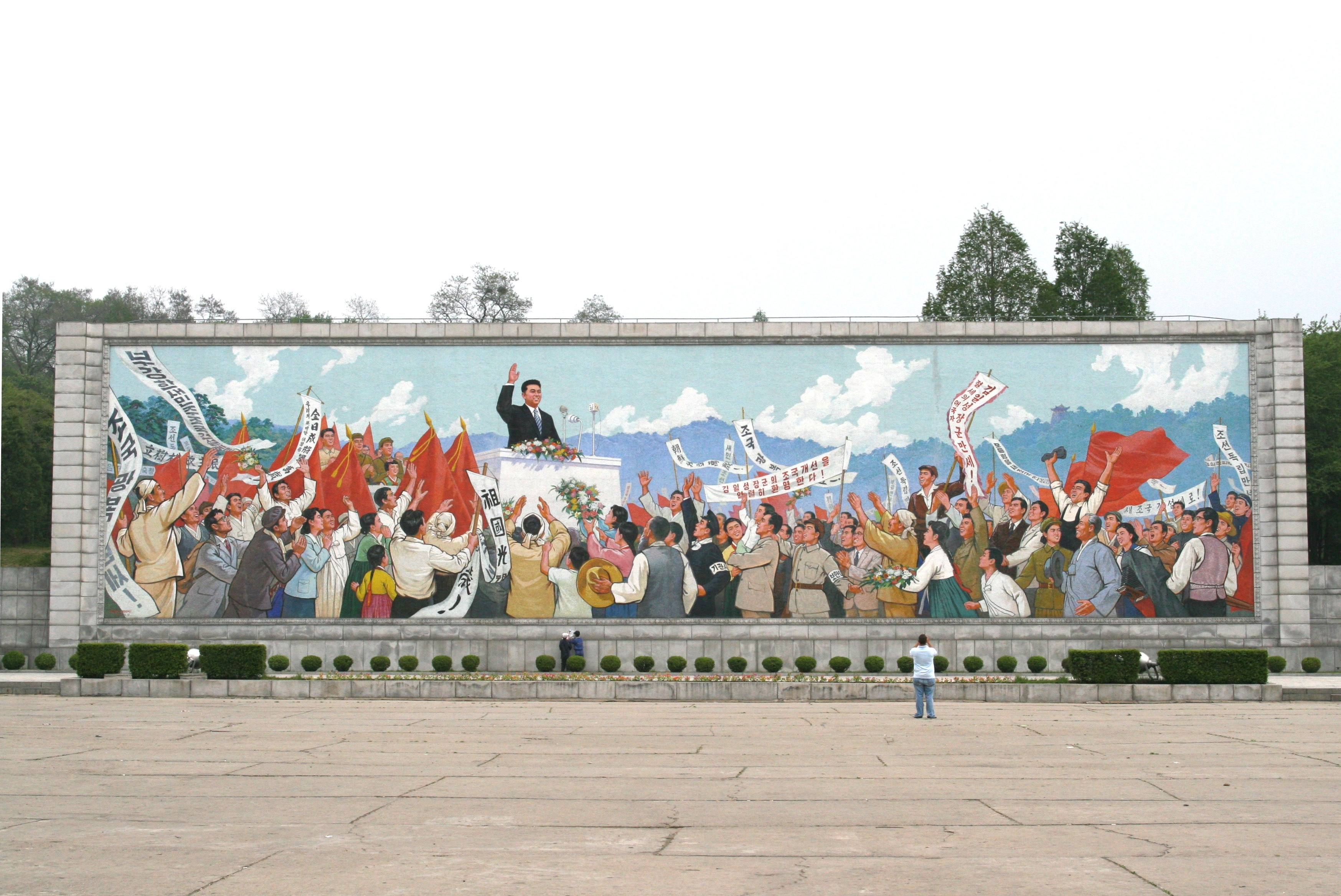
Jeden z murali w Pjongjangu

### Początki
Jedno z najstarszych miast Korei. Według legendy, założyciel pierwszego królestwa Korei Gojoseon – Tangun (2333 p.n.e.), ustanowił stolicę w Asadal, które według niektórych historyków leżało w miejscu, gdzie w 1222 p.n.e. założono Pjongjang. Pierwsze wzmianki o Pjongjangu pochodzą z roku 108 p.n.e., kiedy to w jego pobliżu powstała chińska komanderia Lelang, a samo miasto zostało ufortyfikowane.

### Goguryeo
W 247 roku wokół miasta wzniesiono mur obronny. W 313 roku Lelang został podbity przez królestwo Goguryeo, a Chińczycy opuścili tereny Korei. W IV wieku w mieście wzniesiono wiele budowli, m.in. ok. 300 roku pałac Anhak, świątynię Kwangbop sa (392) i pawilon Pubyok (393). W 427 roku Pjongjang stał się stolicą królestwa Goguryeo. W 552 roku miasto ponownie umocniono. W latach 598–668 Chińczycy podejmowali kilka prób inwazji Korei, z których ostatnia w roku 668 zakończyła się sukcesem i zajęciem Pjongjangu, który częściowo opustoszał.
W 918 roku, dynastia Koryŏ ustanowiła w Pjongjangu swoją „stolicę zachodnią”, a miasto ponownie rozkwitło. W 1011 roku Pjongjang zajęli przejściowo Chińczycy, a w 1018 roku wojska Liao. W 1135 roku Myo Cheong poprowadził powstanie z zamiarem założenia w Pjongjangu niepodległego państwa, które jednak zakończyło się klęską.

### XVI–XVII wiek
W latach 1592–1593 przejściowo zajęty przez Japończyków w trakcie inwazji japońskiej. Od XVII wieku centrum polityczne i kulturalne północno-zachodniej Korei. W roku 1627 zdobyty po raz kolejny i spalony przez Mandżurów, którzy zaatakowali ponownie w 1637 roku. W 1700 roku miasto strawił wielki pożar. Na początku XVIII wieku miasto zostało odbudowane.

### XIX w. i okupacja japońska (1910–1945)
W czasie wojny chińsko-japońskiej w latach 1894–1895 Pjongjang został poważnie zniszczony. Po działaniach wojennych miasto zdziesiątkowała cholera.
Podczas okupacji japońskiej (1910–1945), miasto zostało odbudowane i stało się ważnym ośrodkiem przemysłowym. Zajęty w 1945 roku przez Armię Czerwoną. W 1948 roku został proklamowany „tymczasową stolicą” Korei.

### Wojna koreańska
W trakcie wojny koreańskiej (1950–1953) miasto przechodziło z rąk do rąk, ostateczna interwencja Chińskich Ochotników Ludowych zadecydowała o zachowaniu Pjongjangu jako stolicy Korei Północnej. Miasto było wielokrotnie bombardowane przez wojska Stanów Zjednoczonych. Poważne zniszczenia zabudowy w połączeniu z czynnikami politycznymi zaowocowały planem Kim Ir Sena o odbudowie Pjongjangu jako modelowego miasta socjalistycznego.

### Odbudowa i rozwój miasta w latach 70. i 80. XX w.
Miasto odbudowano na podstawie projektu miasta-ogrodu, z ponad 200 miejscami zieleni, drogami obsadzonymi drzewami i nadrzecznymi bulwarami. W 1954 roku powstał plac Kim Ir Sena, została otwarta Galeria Sztuki Koreańskiej i stadion Moranbong. W 1955 roku z lotniska w Pjongjangu wystartowały pierwsze samoloty Air Koryo. W 1959 roku powstały m.in. Centralny Ogród Zoologiczny i Centralny Ogród Botaniczny. W 1961 roku został odsłonięty Pomnik Ch’ŏllima.
W latach 70. i 80. XX w. wzniesiono nowoczesny Pjongjang – wielkie osiedla bloków mieszkalnych, monumentalne gmachy, m.in. Muzeum Rewolucji Koreańskiej czy Dom Nauki Partii, i monumentalne pomniki, w tym pomnik Kim Ir Sena. W 1973 roku otwarto pierwszą linię metra – linię Ch’ŏllima, a w 1974 roku Pałac Kultury. W 1982 roku oddano do użytku Wieżę Idei Dżucze. Boom budowlany zakończył się pod koniec lat 80. XX w. wraz z zatrzymaniem finansowania z ZSRR.

### Stan obecny
Miasto Pjongjang wyróżnia modelowe śródmieście. Poza typowymi charakterystycznymi elementami propagandowymi znajdują się tam: największy łuk triumfalny na świecie, Mauzoleum Kim Ir Sena, Muzeum Rewolucji Koreańskiej, a tuż przed nim olbrzymi pomnik Kim Ir Sena, modelowy port lotniczy w Sunanie, dworzec kolejowy, Uniwersytet im. Kim Ir Sena, hotel Ryugyŏng (nieukończony hotel w kształcie piramidy), Wieża Idei Dżucze (charakterystyczny symbol ideologii KRLD). U podnóży tej 170-metrowej wieży znajduje się 30-metrowy pomnik trzech ludzi z symbolami idei Dżucze – sierpem (rolnictwo), młotem (przemysł), piórem (sfera intelektualna) – a po przeciwnej stronie znajduje się plac Kim Ir Sena, miejsce wszystkich świąt i wielkich defilad wojskowych. Tuż obok znajduje się Ludowa Biblioteka Narodowa. Nieopodal stoi pałac dzieci Man’gyŏngdae (wielki dom kultury), na sztucznej wyspie na rzece Taedong-gang widnieje imponujący stadion, na którym odbywają się masowe przedstawienia. Według władz koreańskich trybuny tego stadionu mogą pomieścić 150 tysięcy widzów. Niedaleko znajduje się Stadion im. Kim Ir Sena.

## Gospodarka
Pjongjang jest głównym ośrodkiem gospodarczym kraju, z dobrze rozwiniętym przemysłem (maszynowym, środków transportu, chemicznym i petrochemicznym, włókienniczym, materiałów budowlanych, porcelanowym i spożywczym).
Znajduje się tu największa w Korei przędzalnia bawełny, rafineria, do której ropa dostarczana jest z pobliskiego portu Nampo, elektrownia cieplna i jądrowa. W pobliskim Kangsŏ wydobywana jest ruda żelaza i funkcjonuje huta żelaza.

## Transport
Stanowi węzeł komunikacyjny z połączeniami kolejowymi i drogowymi z Chinami i Rosją. Miasto ma port lotniczy Sunan i linie metra o łącznej długości 32 km.

## Edukacja i nauka
W Pjongjangu funkcjonuje, założona w 1952 roku, Akademia Nauk oraz kilka szkół wyższych z Uniwersytetem im. Kim Ir Sena na czele.

## Kultura
Pjongjang był stolicą historycznej Korei przez prawie 3000 lat. Z tego okresu zachowało się wiele budowli, m.in. pozostałości pałacu Anhak i fortecy Taesong, fortecy Jangan (bramy Taedong i Pothong) oraz świątynie.
W 2000 roku zabytki Pjongjangu zostały wpisane na północnokoreańską listę informacyjną UNESCO – listę obiektów, które Korea Północna zamierza rozpatrzyć do zgłoszenia do wpisu na listę światowego dziedzictwa UNESCO.

### Zabytki
- Fragmenty murów obronnych z bramami, m.in.: Chilsongmun (X w., nadbudowa z początku XVIII w.), Pothongmun (XV w.), Tedongmun (XVII w.), Hjonmumun (pocz. XVIII w.), Pubjokru (pocz. XVII w.), Czhwesynde (z początku XVIII w.)[18]
- Grobowiec króla Dongmyeonga[18]
- Pomnik Ch’ŏllima – symbol postępu[18]
- Łuk Triumfalny[18] – 4 metry wyższy od paryskiego
- 170-metrowa Wieża Idei Dżucze
- Stadion 1 Maja, z 1989, położony na wyspie Rungna
- Ludowy Pałac Kultury
- Pałac Kŭmsusan – dawna prezydencka rezydencja Kim Ir Sena, a obecnie mauzoleum Kim Ir Sena i Kim Dzong Ila
- świątynie: Sungin i Sungnjong
- hotel Ryugyŏng – 330 m wysokości bez iglicy

## Miasta partnerskie
- Bagdad
- Dubaj
- Dżakarta
- Katmandu
- Moskwa
- Prowincja Chiang Mai
- Tiencin